# 佩里利亚德卡斯特罗
佩里利亚德卡斯特罗，是西班牙卡斯蒂利亚-莱昂萨莫拉省的一个市镇。 总面积33平方公里，总人口247人（2001年），人口密度7人/平方公里。